# J. Dreyfus & Co.

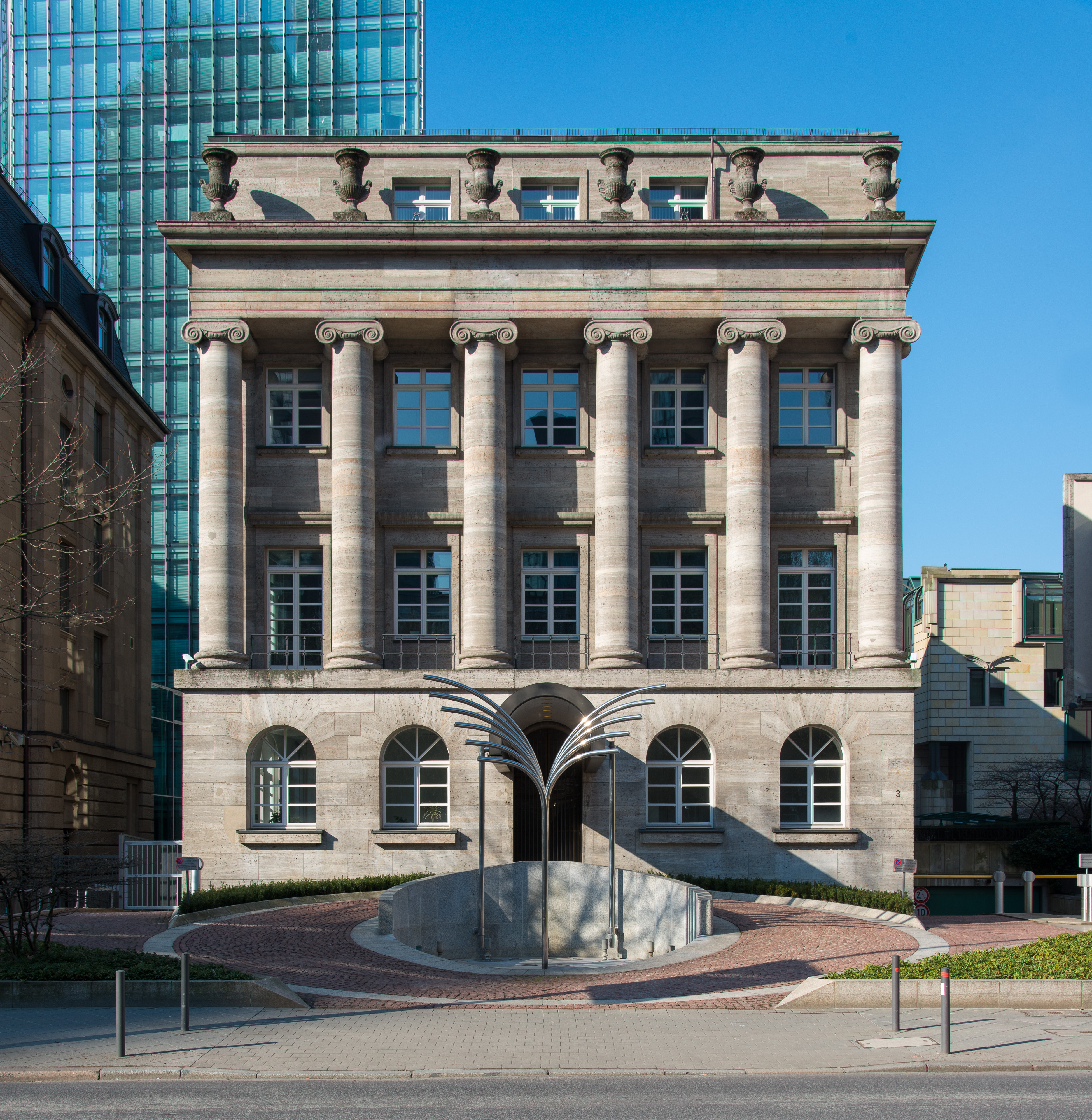
Sitz des Bankhauses in Frankfurt am Main, Taunusanlage 3, Aufnahme von 2013

Das Bankhaus J. Dreyfus & Co. zählte insbesondere während der Weimarer Republik zu den führenden deutsch-jüdischen Privatbanken im Deutschen Reich.

## Geschichte
Das Bankhaus J. Dreyfus & Co. wurde am 1. Dezember 1868 von Jacques Dreyfus-Jeidels (1826–1890) in Frankfurt am Main unter dem Namen Dreyfus-Jeidels gegründet. Der Vater des Gründers, Isaac Dreyfus-Bernheim (1786–1845), hatte 1812 die heute noch bestehende Firma Dreyfus Söhne & Cie. in Basel ins Leben gerufen. Unter Ausnutzung der geschäftlichen und familiären Verbindungen in die Schweiz, betätigte sich Dreyfus-Jeidels insbesondere auf dem Gebiet der Börsenkommissionsgeschäfte und der Arbitrage erfolgreich. Unter anderem beteiligte sich Dreyfus-Jeidels, neben den Firmen A. Cheneviêre & Co. (Genf) und Moritz B. Goldschmidt (Frankfurt am Main) an einem großen Arbitragegeschäft, das nach dem Deutsch-Französischen Krieg 1870/71 an die Kriegsentschädigung anschloss und den Verfall der französischen Währung verhinderte. Die Banken kauften damals die den deutschen Markt zu überschwemmen drohenden französischen Banknoten auf.
Im Jahr 1890 wandelte sich die Dreyfus-Jeidels unter dem Namen J. Dreyfus & Co. in eine Kommanditgesellschaft um. Als Kommanditisten waren der Basler Bankierverein (Basel), die Schweizerische Kreditanstalt (Zürich), die Banque de Mulhouse (Mülhausen im Elsass) sowie Jakob Heinrich Schiff (New York) beteiligt.
1897 wurde J. Dreyfus & Co. von der Hamburger Commerzbank- und Disconto-Bank übernommen. Die Anregung hierzu kam von dem aus Frankfurt am Main stammenden und in London tätigen Bankier Saemy Japhet (1858–1954), der den großen Drang der Großbanken zum Filialsystem erkannt hatte. Die bisher nur in Hamburg tätige Commerzbank- und Disconto-Bank, erhielt mit dieser Übernahme, nicht nur in Frankfurt am Main, sondern auch in Berlin die Möglichkeit eine bedeutende Niederlassung zu betreiben, da J. Dreyfus & Co. bereits seit 1891 dort eine Niederlassung unterhalten hatte.
Während sich die Berliner Filiale erfolgreich entwickelte, kamen trotz familiärer und kommerzieller Bindungen zwischen dem Hamburger Hauptsitz der Commerzbank- und Disconto-Bank und ihrer Filiale in Frankfurt Spannungen auf. Die Commerzbank- und Disconto-Bank entschloss sich daher, ihre Frankfurter Niederlassung aufzulösen. In dieser außergewöhnlichen Situation entschied sich der Sohn des Unternehmensgründers, Isaac Dreyfus (1849–1909), der dem Aufsichtsrat der Grossbank angehörte, sein Stammgeschäft erneut selbständig zu führen und aus der Grossbankfiliale in Frankfurt wieder eine Privatbank zu machen. Zu diesem ungewöhnlichen Schritt entschied er sich, um die Frankfurter Arbeitsplätze zu erhalten. Isaac Dreyfus und die Commerzbank- und Disconto-Bank einigten sich 1904 darauf, dass die wiederbegründete Bank J. Dreyfus & Co. in Frankfurt das laufende Geschäft und das gesamte Personal übernahm und die Commerzbank- und Disconto-Bank alle Konsortialgeschäfte und Immobilien erhielt. Außerdem beteiligte sich Letztere mit drei Millionen Mark als Kommanditist an der wiedererstandenen J. Dreyfus & Co. Diese Einlage der Commerzbank- und Disconto-Bank wurde 1909 wieder zurückgezahlt.
Um in Frankfurt am Main ihr Kontokorrent- und Depotkundengeschäft auszuweiten, entschloss sich J. Dreyfus & Co. 1913 unter ihrem neuen Teilhaber Willy Dreyfus (1885–1977) zu Kauf des ebenfalls in Frankfurt beheimateten Bankhauses M.W. Koch & Co. Nach dem Ersten Weltkrieg setzte J. Dreyfus & Co. seine Expansion fort. Im Oktober 1919 übernahm es die Geschäfte des 1818 gegründeten Berliner Bankhauses S.L. Landsberger und eröffnete eine neue Niederlassung in Berlin. Dieser Ableger überflügelte geschäftlich bald deutlich das Frankfurter Stammhaus. In Wien folgte eine Beteiligung an der Bank Reitler & Co. Zur weiteren Ausweitung der internationalen Geschäftsbeziehungen beteiligte sich J. Dreyfus & Co. 1923 zusammen mit der ihm familiär und geschäftlich nahestehenden Bank Dreyfus Söhne & Cie. an der Gründung der New Yorker Bank Strupp & Co.
Durch umfangreiche Emissions-, Konsortium- und Remboursgeschäfte baute die Bank ein umfangreiches Netz wertvoller Geschäftsbeziehungen im In- und Ausland auf. Zu den Hauptkunden zählten führende deutsche Unternehmen der Maschinenbau- und Bauindustrie sowie der Elektrizitätswirtschaft, die die guten Verbindungen von J. Dreyfus & Co. insbesondere in die Schweiz, Niederlande, Großbritannien und in die USA zu nutzen wussten. Mit einem Geschäftskapital von 12 Millionen Rentenmark im Jahr 1930 gehörte das vom Seniorchef Willy Dreyfuss und den Teilhabern Kurt Landsberg, Paul Wallich, Friedrich Flersheim, Werner Mankiewitz und Friedrich J. Kraemer geleitete Bankhaus am Ende der Weimarer Republik zu den führenden Privatbanken im Deutschen Reich.
Während des Dritten Reichs begann dann der geschäftliche Niedergang von J. Dreyfus & Co., an dessen Ende im März 1938 die zwangsweise Arisierung stand. Während der Frankfurter Stammsitz mit dem dort beheimateten Geschäft an das ebenfalls in Frankfurt sitzende Bankhaus Metzler ging, wurde die Berliner Niederlassung mit den dort angesiedelten Tätigkeiten durch das Münchner Bankhaus Merck Finck & Co übernommen. Wallich, Leiter der Berliner Niederlassung, wurde im Mai 1938 zur Liquidation gezwungen und beging sechs Monate später – am Tag nach den Novemberpogromen und bar einer Existenzgrundlage – Suizid.